# Megan Hollingshead
 (juillet 2023).
La mise en forme du texte ne suit pas les recommandations de Wikipédia : il faut le « wikifier ».
Les points d'amélioration suivants sont les cas les plus fréquents. Le détail des points à revoir est peut-être précisé sur la page de discussion.
- Les titres sont pré-formatés par le logiciel. Ils ne sont ni en capitales, ni en gras.
- Le texte ne doit pas être écrit en capitales (les noms de famille non plus), ni en gras, ni en italique, ni en « petit »…
- Le gras n'est utilisé que pour surligner le titre de l'article dans l'introduction, une seule fois.
- L'italique est rarement utilisé : mots en langue étrangère, titres d'œuvres, noms de bateaux, etc.
- Les citations ne sont pas en italique mais en corps de texte normal. Elles sont entourées par des guillemets français : « et ».
- Les listes à puces sont à éviter, des paragraphes rédigés étant largement préférés. Les tableaux sont à réserver à la présentation de données structurées (résultats, etc.).
- Les appels de note de bas de page (petits chiffres en exposant, introduits par l'outil «  Source ») sont à placer entre la fin de phrase et le point final[comme ça].
- Les liens internes (vers d'autres articles de Wikipédia) sont à choisir avec parcimonie. Créez des liens vers des articles approfondissant le sujet. Les termes génériques sans rapport avec le sujet sont à éviter, ainsi que les répétitions de liens vers un même terme.
- Les liens externes sont à placer uniquement dans une section « Liens externes », à la fin de l'article. Ces liens sont à choisir avec parcimonie suivant les règles définies. Si un lien sert de source à l'article, son insertion dans le texte est à faire par les notes de bas de page.
- La présentation des références doit suivre les conventions bibliographiques. Il est recommandé d'utiliser les modèles {{Ouvrage}}, {{Chapitre}}, {{Article}}, {{Lien web}} et/ou {{Bibliographie}}. Le mode d'édition visuel peut mettre en forme automatiquement les références.
- Insérer une infobox (cadre d'informations à droite) n'est pas obligatoire pour parachever la mise en page.

Pour une aide détaillée, merci de consulter Aide:Wikification.
Si vous pensez que ces points ont été résolus, vous pouvez retirer ce bandeau et améliorer la mise en forme d'un autre article.
Megan Hollingshead, également connue sous le nom de Karen Thompson ou Kelli Kassidi  est une comédienne américaine, surtout célèbre pour ses rôles de l'infirmière Joy dans Pokémon, Mai Valentine dans Yu-Gi-Oh!, Shizune dans Naruto, Caster dans Fate/stay night, Rangiku Matsumoto dans Bleach et Re-l Mayer dans Ergo Proxy.

## Carrière
Surtout connue pour son travail de doublage d'anime, les rôles les plus célèbres de Megan sont Nurse Joy, Cassidy dans les 6 premières saisons de la série animée Pokémon et Mai Valentine dans les 3 premières saisons de Yu-Gi-Oh! Duels de monstres. Elle a également prêté sa voix à Lenneth, dans la saga de jeux de rôle d'Enix Valkyrie Profile. Au début de la 7e saison de Pokémon, elle quitte New York pour s'installer dans son logement actuel à Los Angeles. Elle poursuit sa carrière de doubleuse, en interprétant des personnages tels que Shizune dans Naruto et Naruto Shippuden, Rangiku Matsumoto et Nemu Kurotsuchi dans Bleach, Hilda dans Eureka Seven, Villetta Nu dans la série Code Geass et Re-l Mayer dans Ergo Proxy. Le CV théâtral de Megan est aussi important, avec des rôles dans des représentations de La Duchesse de Malfi, Baptizing Adam, Spacegrrrls et Vinegar Tom. Megan a étudié le théâtre au William Esper Studio et est membre fondateur de l'Adirondack Théâtre Festival. Elle est aussi professeur de yoga pendant son temps libre.

## Filmographie

### Animes
| Année                       | Titre                                  | Rôle                                       | Notes                                                     | Ref(s) |
| --------------------------- | -------------------------------------- | ------------------------------------------ | --------------------------------------------------------- | ------ |
| 1998–2004, 2020–aujourd'hui | Pokémon                                | Infirmière Joy, Cassidy, Duplica et autres |                                                           |        |
| 2001–2004                   | Yu-Gi-Oh! Duel Monsters                | Mai Valentine                              |                                                           |        |
| 2001                        | Boogiepop Phantom                      | Plusieurs personnages                      |                                                           |        |
| 2002                        | Elle et lui                            | Kano Miyazama                              |                                                           |        |
| 2003                        | Sonic X                                | Scarlet Garcia                             |                                                           |        |
| 2003                        | Shaman King                            | Jenny, Sharona                             |                                                           |        |
| 2003                        | Fighting Foodons                       | Rose Marinade                              |                                                           |        |
| 2003                        | Tama et ses amis                       | Plusieurs personnages                      |                                                           |        |
| 2003                        | Muscleman                              | Trixie, Helga                              |                                                           |        |
| 2004                        | Paranoia Agent                         | Plusieurs personnages                      | Premier rôle depuis qu'elle s'est installée à Los Angeles |        |
| 2004                        | Rumiko Takahashi Anthology             | Plusieurs personnages                      |                                                           |        |
| 2004                        | Gravitation                            | Plusieurs personnages                      |                                                           |        |
| 2005                        | Samurai Champloo                       | Koiko                                      |                                                           |        |
| 2005                        | Daphne in the Brilliant Blue           | Gloria                                     |                                                           |        |
| 2005                        | Gankutsuou: The Count of Monte Cristo  | Teresa, Marie                              |                                                           |        |
| 2005                        | Mars Daybreak                          | Dr. Sala                                   |                                                           |        |
| 2005                        | Shingu: Secret of the Stellar Wars     | Setsuna                                    |                                                           |        |
| 2005                        | Girls Bravo                            | Maharu, Ebi                                |                                                           |        |
| 2005                        | DearS                                  | Neneko                                     |                                                           |        |
| 2005                        | Idaten Jump                            | Vaugnnie Cv et autres                      |                                                           |        |
| 2006                        | Ergo Proxy                             | Re-L Mayer                                 |                                                           |        |
| 2006                        | IGPX                                   | Judy                                       |                                                           |        |
| 2006                        | Ghost in the Shell                     | Plusieurs personnages                      |                                                           |        |
| 2007–2014                   | Bleach                                 | Rangiku, Nemu                              |                                                           |        |
| 2007–2009                   | Naruto                                 | Shizune, Tonton                            |                                                           |        |
| 2007                        | Higurashi When They Cry                | Mion Sonozaki, Shion Sonozaki              |                                                           |        |
| 2007                        | Lucky Star                             | Gottoza-sama                               |                                                           |        |
| 2008                        | Gurren Lagann                          | Adiane                                     |                                                           |        |
| 2008                        | Eureka Seven                           | Hilda                                      |                                                           |        |
| 2008–2009                   | Code Geass                             | Villetta Nu                                |                                                           |        |
| 2015–2016                   | Fate/stay night: Unlimited Blade Works | Caster                                     |                                                           |        |
| 2021                        | Shaman King                            | Tao Ran                                    |                                                           |        |
| 2022–present                | Bleach: Thousand-Year Blood War        | Rangiku, Nemu                              |                                                           |        |

### Dessins animés
| Année | Titre             | Rôle             | Remarques | Ref(s) |
| ----- | ----------------- | ---------------- | --------- | ------ |
| 2003  | Les Tortues Ninja | Sydney, Dr Ellen |           |        |
| 2003  | Cubix             | Raska            |           |        |

### Films
| Année | Titre                                               | Rôle            | Remarques                   | Ref(s) |
| ----- | --------------------------------------------------- | --------------- | --------------------------- | ------ |
| 1999  | Pokémon, le film : Mewtwo contre-attaque            | Infirmière Joy  |                             |        |
| 2003  | Les Héros Pokémon                                   | Annie et autres |                             |        |
| 2004  | Pokémon : Jirachi, le génie des vœux                | Diane           |                             |        |
| 2006  | Patlabor : le film                                  | Shinobu Nagumo  | Doublage réalisé par Bandai |        |
| 2006  | Patlabor 2 : Le film                                | Shinobu Nagumo  | Doublage réalisé par Bandai |        |
| 2009  | Eureka Seven                                        | Hilda           |                             |        |
| 2015  | The Last : Naruto le film                           | Shizune         |                             |        |
| 2018  | Fate/stay night : Heaven's Feel I. fleur de présage | Roulette        |                             |        |
| 2021  | Détective Conan : le poing de saphir bleu           | Sherilyn Tan    |                             |        |

### Jeux vidéo
| Year | Title                                              | Role                      | Notes                           | Ref(s) |
| ---- | -------------------------------------------------- | ------------------------- | ------------------------------- | ------ |
| 2000 | Valkyrie Profile                                   | Lenneth Valkyrie, Lorenta |                                 |        |
| 2002 | Time Crisis 3                                      | Elizabeth Conway          | Non créditée                    |        |
| 2004 | Yu-Gi-Oh! Capsule Monster Coliseum                 | Mai Valentine             |                                 |        |
| 2005 | Romancing Saga                                     | Sif                       | Non créditée                    |        |
| 2005 | Fire Emblem: Path of Radiance                      | Sigrun                    |                                 |        |
| 2006 | Time Crisis 4                                      | Elizabeth Conway          | En tant que Karen Thompson      |        |
| 2006 | Valkyrie Profile 2: Silmeria                       | Lenneth Valkyrie          |                                 |        |
| 2007 | Eternal Sonata                                     | Viola                     | En tant que Karen Thompson      |        |
| 2007 | Resident Evil: The Umbrella Chronicles             | Ada Wong                  |                                 |        |
| 2009 | Star Ocean: Second Evolution                       | Celine Jules              | En tant qu'Allison Hollingshead |        |
| 2009 | Undead Knights                                     | Sylvia                    |                                 |        |
| 2009 | Brütal Legend                                      | Battle Nuns               |                                 |        |
| 2010 | Valkyria Chronicles II                             | Edy Nelson                |                                 |        |
| 2010 | Megamind                                           | Roxanne Ritchi            |                                 |        |
| 2011 | Warhammer 40,000: Dawn of War II – Retribution     | Autaroh Kayleth           |                                 |        |
| 2011 | Naruto Shippuden: Ultimate Ninja Impact            | Shizune                   |                                 |        |
| 2011 | Saints Row: The Third                              | Kiki DeWynter             |                                 |        |
| 2012 | Naruto Shippuden: Ultimate Ninja Storm Generations | Shizune                   |                                 |        |
| 2012 | Guild Wars 2                                       | Glenna                    |                                 |        |
| 2013 | Naruto Shippuden: Ultimate Ninja Storm 3           | Shizune                   |                                 |        |
| 2014 | Drakengard 3                                       | Five                      |                                 |        |
| 2014 | Akiba's Trip: Undead & Undressed                   | Shion Kasugai             | Non créditée                    |        |
| 2017 | Fire Emblem Heroes                                 | Sigrun, Ylgr, Yune        |                                 |        |
| 2023 | Fire Emblem Engage                                 | Ève                       |                                 |        |